# Argulus yunnanensis
Argulus yunnanensis is een visluizensoort uit de familie van de Argulidae. De wetenschappelijke naam van de soort is voor het eerst geldig gepubliceerd in 1948 door Shen.